# Itaquascon enckelli
Itaquascon enckelli är en djurart som tillhör fylumet trögkrypare, och som först beskrevs av Mihelcic 1971.  Itaquascon enckelli ingår i släktet Itaquascon och familjen Hypsibiidae. Arten är reproducerande i Sverige. Inga underarter finns listade i Catalogue of Life.